# Iglika, Șumen
Iglika (în bulgară Иглика) este un sat în comuna Hitrino, regiunea Șumen,  Bulgaria. 

## Demografie
Componența etnică a satului Iglika
     Turci (96,07%)
     Bulgari (2,94%)
     Nicio identificare (0,98%)
     Altele (0%)
La recensământul din 2011, populația satului Iglika era de 204 locuitori. Din punct de vedere etnic, majoritatea locuitorilor (96,07%) erau turci, cu o minoritate de bulgari (2,94%). Pentru 0,98% din locuitori nu este cunoscută apartenența etnică.